# بازی تاج‌وتخت (بازی ویدئویی ۲۰۱۲)
«بازی تاج و تخت» (انگلیسی: Game of Thrones (2012 video game)) یک بازی ویدئویی در سبک بازی اکشن نقش آفرینی است؛ که در سال ۲۰۱۲ برای پلت‌فرم‌های مایکروسافت ویندوز، پلی‌استیشن ۳، و اکس‌باکس ۳۶۰ منتشر شده‌است.